# 入矢義高
入矢 義高（日语：いりや よしたか，1910年12月13日—1998年6月30日），生於日本鹿儿岛市，漢學家，專長於中國思想史與中國佛教史，被譽為禪宗文獻的權威。

## 生平
入矢義高生於鹿兒島，父親入矢祐雲是一名英文教師，他是家中的長男。他考取京都大學，原先想要主修文學，後受業於倉石武四郎，轉向於漢學的研究。
早年從事敦煌文獻與語言學的研究，中年開始研究禪宗文獻，並為其作註解。曾經編輯《禪學辭典》。